# Scientrier
Scientrier est une commune française située dans le département de la Haute-Savoie, en région Auvergne-Rhône-Alpes.
Elle fait partie de l'agglomération du Grand Genève.

## Géographie
Scientrier est une petite commune d'environ 1 200 habitants située au centre de la Haute-Savoie et à 16 km au sud-est à vol d'oiseau de Genève. La frontière entre la France et la Suisse est à 11 km.
Son altitude est en moyenne de 450 mètres.
Elle est desservie par le tracé initial de l'ancienne RN 203 (actuelle RN 903) qui relie Annecy à Thonon-les-Bains et est aisément accessible depuis les autoroutes A40 et A410.

### Communes limitrophes
Les communes limitrophes sont Arenthon, Contamine-sur-Arve, Cornier, Nangy, Pers-Jussy et Reignier-Ésery.
| Reignier-Ésery | Nangy      | Contamine-sur-Arve |
|                | Scientrier |                    |
| Pers-Jussy     | Cornier    | Arenthon           |

### Hydrographie

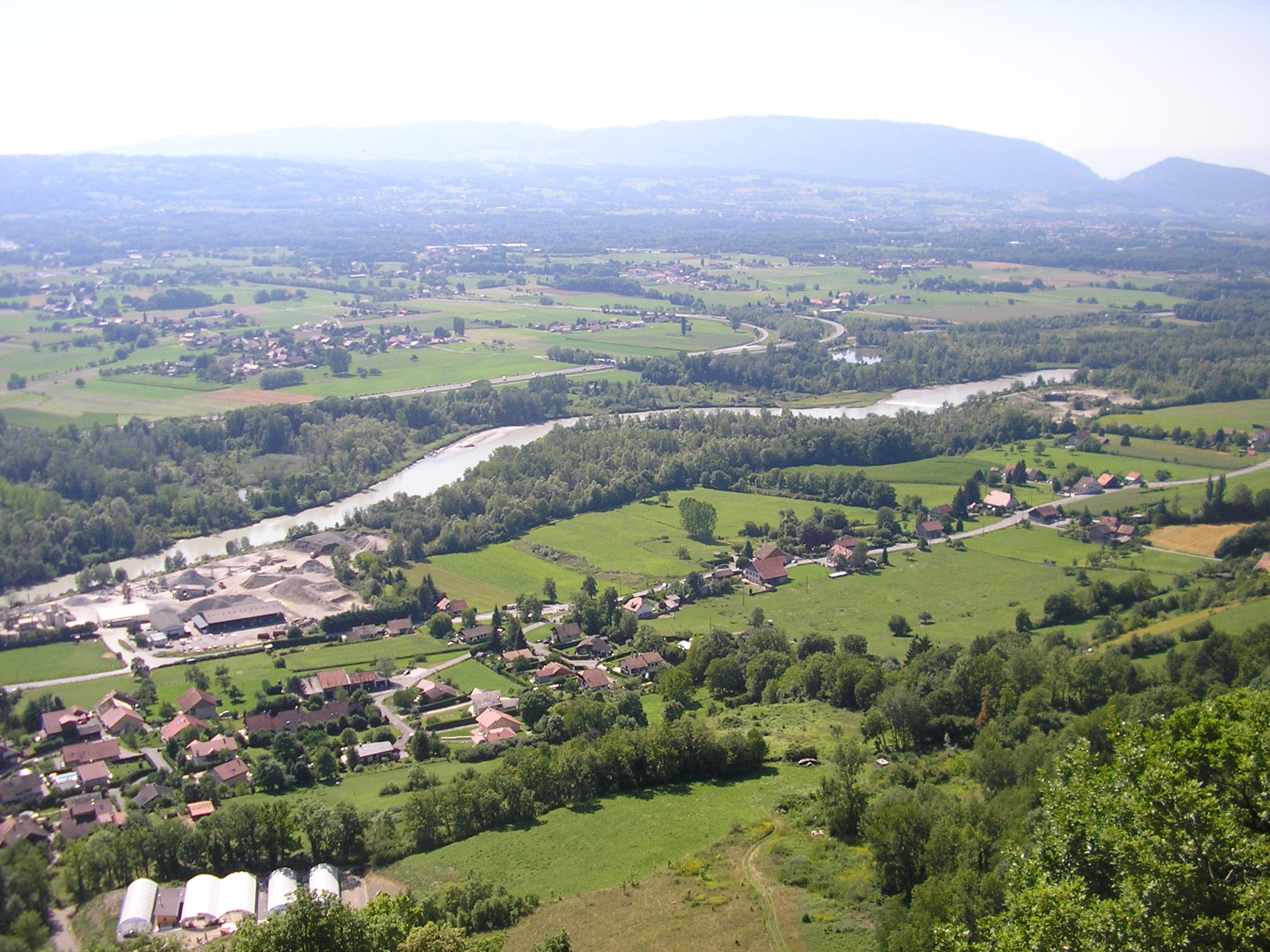
L'Arve et Scientrier depuis Faucigny.

Scientrier se situe sur la rive gauche de l'Arve, l'un des affluents du fleuve le Rhône.

## Urbanisme

### Typologie
Au 1er janvier 2024, Scientrier est catégorisée commune rurale à habitat dispersé, selon la nouvelle grille communale de densité à sept niveaux définie par l'Insee en 2022.
Elle appartient à l'unité urbaine de Cluses, une agglomération intra-départementale regroupant 18  communes, dont elle est une commune de la banlieue,,. Par ailleurs la commune fait partie de l'aire d'attraction de Genève - Annemasse (partie française), dont elle est une commune de la couronne,. Cette aire, qui regroupe 158 communes, est catégorisée dans les aires de 700 000 habitants ou plus (hors Paris),.

### Occupation des sols
L'occupation des sols de la commune, telle qu'elle ressort de la base de données européenne d’occupation biophysique des sols Corine Land Cover (CLC), est marquée par l'importance des territoires agricoles (54 % en 2018), en diminution par rapport à 1990 (58,3 %). La répartition détaillée en 2018 est la suivante : 
prairies (45,7 %), forêts (23,5 %), zones urbanisées (11,4 %), zones agricoles hétérogènes (8,4 %), zones industrielles ou commerciales et réseaux de communication (8 %), zones humides intérieures (1,6 %), eaux continentales (1,5 %).
L'IGN met par ailleurs à disposition un outil en ligne permettant de comparer l’évolution dans le temps de l’occupation des sols de la commune (ou de territoires à des échelles différentes). Plusieurs époques sont accessibles sous forme de cartes ou photos aériennes : la carte de Cassini (XVIIIe siècle), la carte d'état-major (1820-1866) et la période actuelle (1950 à aujourd'hui).

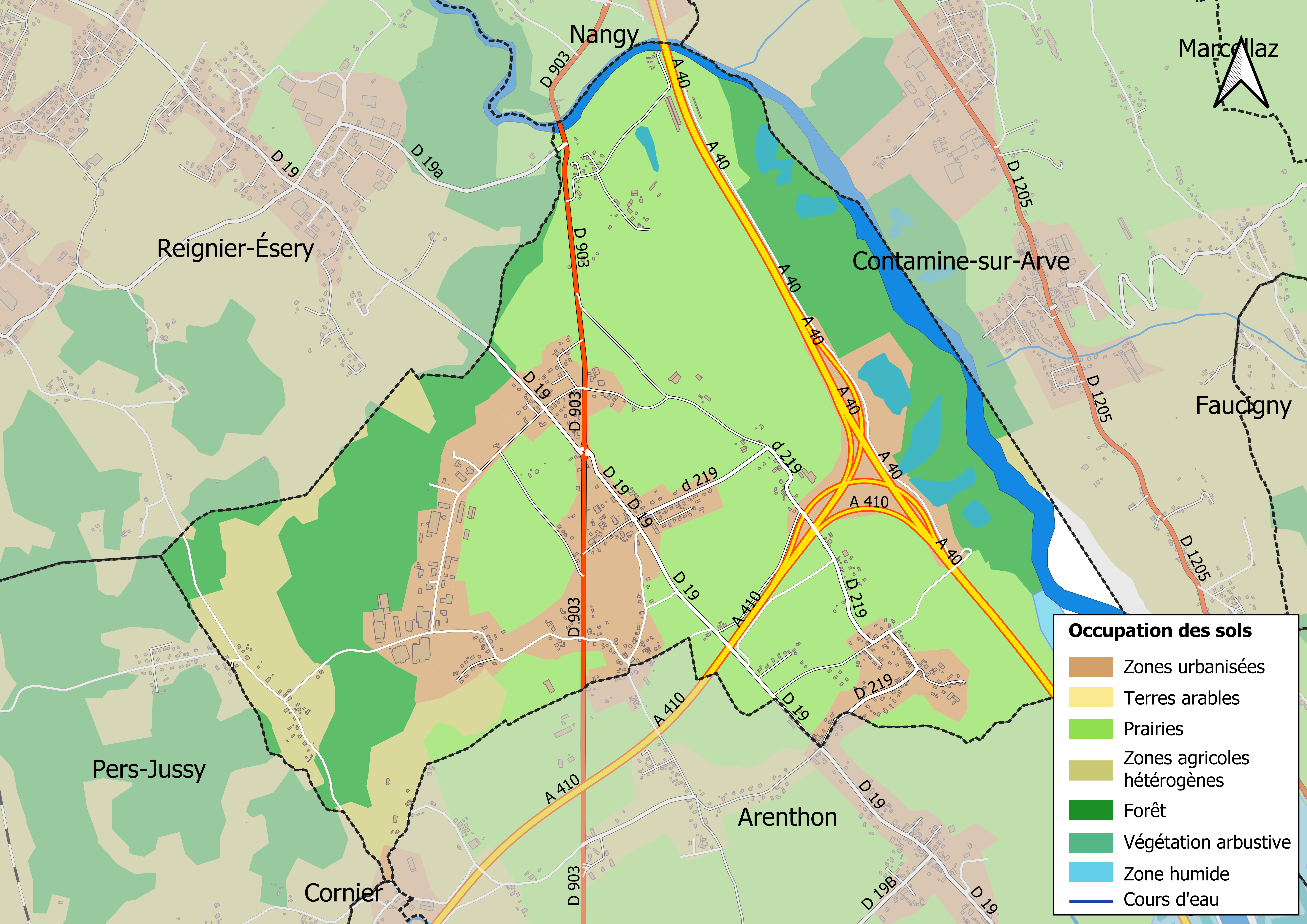
Carte des infrastructures et de l'occupation des sols en 2018 (CLC) de la commune.
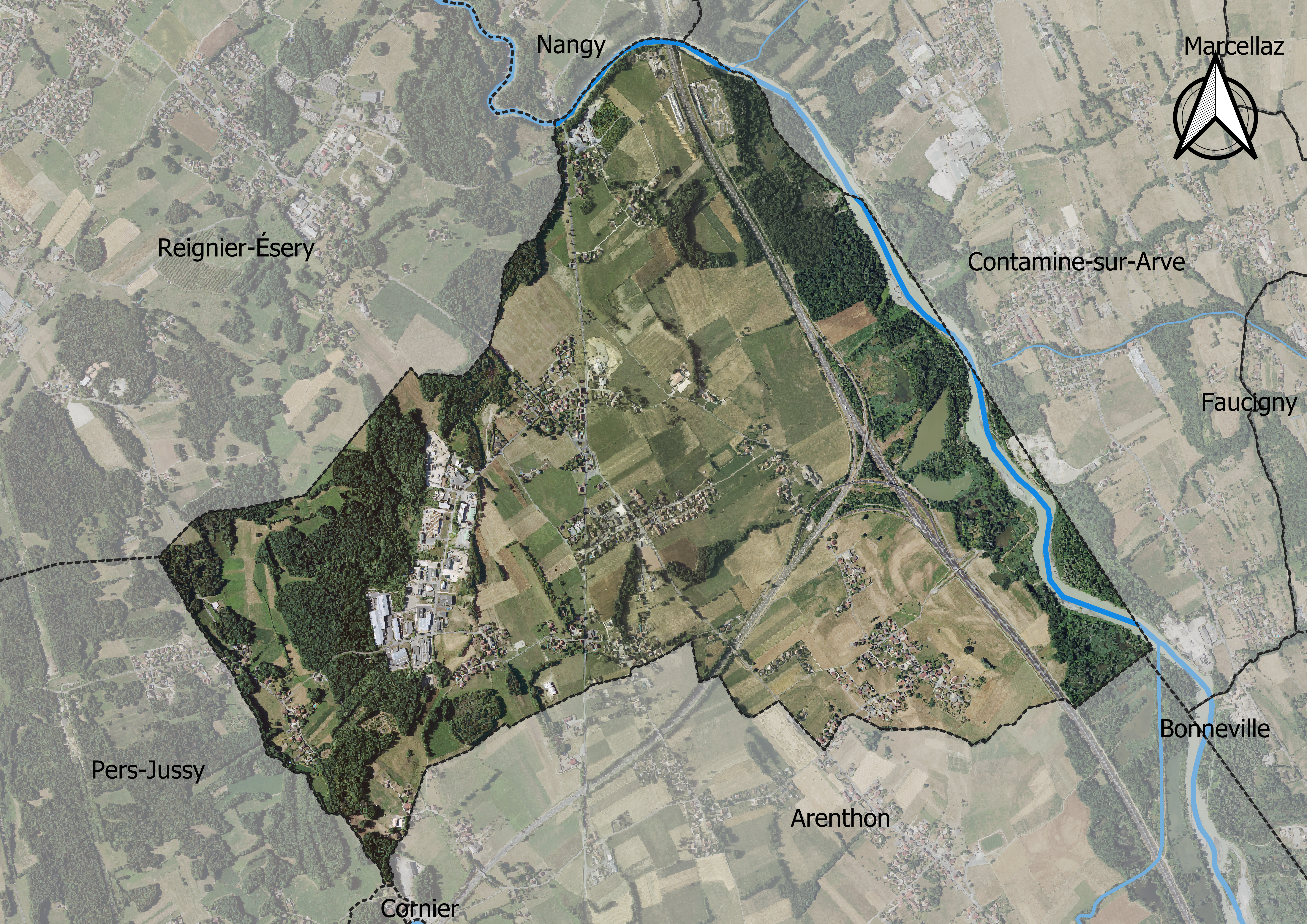
Carte orthophotogrammétrique de la commune.

### Habitat et logement
En 2018, le nombre total de logements dans la commune était de 513, alors qu'il était de 473 en 2013 et de 415 en 2008.
Parmi ces logements, 87,5 % étaient des résidences principales, 1,8 % des résidences secondaires et 10,7 % des logements vacants. Ces logements étaient pour 67,1 % d'entre eux des maisons individuelles et pour 32,7 % des appartements.
Le tableau ci-dessous présente la typologie des logements à Scientrier en 2018 en comparaison avec celle de la Haute-Savoie et de la France entière. Une caractéristique marquante du parc de logements est ainsi une proportion de résidences secondaires et logements occasionnels (1,8 %) inférieure à celle du département (24 %) mais supérieure à celle de la France entière (9,7 %). Concernant le statut d'occupation de ces logements, 71 % des habitants de la commune sont propriétaires de leur logement (66,9 % en 2013), contre 60 % pour la Haute-Savoie et 57,5 % pour la France entière.
| Typologie                                               | Scientrier | Haute-Savoie | France entière |
| ------------------------------------------------------- | ---------- | ------------ | -------------- |
| Résidences principales (en %)                           | 87,5       | 69,8         | 82,1           |
| Résidences secondaires et logements occasionnels (en %) | 1,8        | 24           | 9,7            |
| Logements vacants (en %)                                | 10,7       | 6,2          | 8,2            |

## Toponymie
La paroisse est mentionnée pour la première fois sous la forme Sintrie en 1228, puis Sintrier, en 1275. Elle est de nouveau mentionnée, au siècle suivant, sous les formes Sintrier et Sintrie, en 1339 et vers 1344, ainsi que Sinteri.
Le toponyme semble constitué d'un nom de domaine gallo-romain *Sintriacum, issu d'un l'anthroponyme d'origine germanique, probablement *Sintrius.
En francoprovençal, le nom de la commune s'écrit Shantrî, selon la graphie de Conflans.

## Histoire

### Antiquité
En février 2000, à l’occasion d’une fouille creusée pour la réfection d’un mur situé à proximité de l’église sur l’enceinte de l’ancien cimetière, était découverte à environ 2 m de profondeur une amphore romaine de type « Dressel 20 » originaire du Sud de l’Espagne[réf. nécessaire].
Ce récipient était destiné au commerce de l’huile d’olive.
Cet objet est visible à la mairie de la commune.

### Période contemporaine
Lors des débats sur l'avenir du duché de Savoie, en 1860, la population est sensible à l'idée d'une union de la partie nord du duché à la Suisse. Une pétition circule dans cette partie du pays (Chablais, Faucigny, Nord du Genevois) et réunit plus de 13 600 signatures, dont 105 pour la commune,. Le duché est réuni à la suite d'un plébiscite organisé les 22 et 23 avril 1860 où 99,8 % des Savoyards répondent « oui » à la question « La Savoie veut-elle être réunie à la France ? ».

## Politique et administration

### Rattachements administratifs et électoraux

#### Rattachements administratifs
La commune se trouve dans l'arrondissement de Saint-Julien-en-Genevois du département de la Haute-Savoie.
Lors de l'annexion de la Savoie, Scientrier est rattaché de 1860 à 1926 au canton de Saint-Julien-en-Genevois, année où elle rejoint le canton de Bonneville avant de réintégrer en 1933 celui de  Saint-Julien-en-Genevois. Dans le cadre du redécoupage cantonal de 2014 en France, cette circonscription administrative territoriale a disparu, et le canton n'est plus qu'une circonscription électorale.

#### Rattachements électoraux
Pour les élections départementales, la commune fait partie depuis 2014 du canton de La Roche-sur-Foron
Pour l'élection des députés, elle fait partie de la troisième circonscription de la Haute-Savoie.

### Intercommunalité
Scientrier  est membre de la communauté de communes Arve et Salève, un établissement public de coopération intercommunale (EPCI) à fiscalité propre créé en 1993 et auquel la commune a transféré un certain nombre de ses compétences, dans les conditions déterminées par le code général des collectivités territoriales.

### Liste des maires
| Période                                  | Période                        | Identité                     | Étiquette | Qualité                                                             |
| ---------------------------------------- | ------------------------------ | ---------------------------- | --------- | ------------------------------------------------------------------- |
| Les données manquantes sont à compléter. |                                |                              |           |                                                                     |
| 1898                                     | 1904                           | Jean-Claude Terrier          |           |                                                                     |
| 1904                                     | 1908                           | Joseph Verdel                |           |                                                                     |
| 1908                                     | 1919                           | Jean-Claude Terrier          |           |                                                                     |
| 1919                                     | 1925                           | Zéphyrin Gaidioz             |           |                                                                     |
| 1925                                     | 1929                           | Jean-Claude Terrier          |           |                                                                     |
| 1929                                     | 1943                           | Xavier Deluermoz (1888-1963) | Rad.      | Cultivateur propriétaire Conseiller d'arrondisssement               |
| 1943                                     | 1944                           | Jean Deluermoz               |           |                                                                     |
| 1944                                     | 1945                           | Lucien Chappaz               |           |                                                                     |
| 1945                                     | 1953                           | Marc Lamouille               |           |                                                                     |
| 1953                                     | 1982                           | Gustave Brasier              |           |                                                                     |
| 1982                                     | juin 1995                      | Raymond Duvernay             |           | Vice-président de la CC Arve et Salève                              |
| juin 1995                                | mars 2008                      | René Brantus                 |           |                                                                     |
| mars 2008                                | mars 2014                      | Catherine Naville            |           |                                                                     |
| mars 2014                                | printemps 2022,                | Daniel Barbier               |           | Artisan maçon Vice-président de la CC Arve et Salève Démissionnaire |
| septembre 2022                           | En cours (au 16 décembre 2022) | Patricia Déage               |           |                                                                     |

## Population et société

### Démographie
L'évolution du nombre d'habitants est connue à travers les recensements de la population effectués dans la commune depuis 1793. Pour les communes de moins de 10 000 habitants, une enquête de recensement portant sur toute la population est réalisée tous les cinq ans, les populations de référence des années intermédiaires étant quant à elles estimées par interpolation ou extrapolation. Pour la commune, le premier recensement exhaustif entrant dans le cadre du nouveau dispositif a été réalisé en 2008.

En 2022, la commune comptait 1 216 habitants, en évolution de +3,4 % par rapport à 2016 (Haute-Savoie : +6,01 %, France hors Mayotte : +2,11 %).
| 1793 | 1800 | 1806 | 1822 | 1838 | 1848 | 1858 | 1861 | 1866 |
| ---- | ---- | ---- | ---- | ---- | ---- | ---- | ---- | ---- |
| 275  | 252  | 218  | 370  | 457  | 487  | 504  | 473  | 508  |

| 1872 | 1876 | 1881 | 1886 | 1891 | 1896 | 1901 | 1906 | 1911 |
| ---- | ---- | ---- | ---- | ---- | ---- | ---- | ---- | ---- |
| 475  | 490  | 506  | 486  | 470  | 445  | 411  | 394  | 373  |

| 1921 | 1926 | 1931 | 1936 | 1946 | 1954 | 1962 | 1968 | 1975 |
| ---- | ---- | ---- | ---- | ---- | ---- | ---- | ---- | ---- |
| 350  | 355  | 352  | 318  | 315  | 323  | 334  | 319  | 329  |

| 1982 | 1990 | 1999 | 2006 | 2008  | 2013  | 2018  | 2022  | - |
| ---- | ---- | ---- | ---- | ----- | ----- | ----- | ----- | - |
| 403  | 561  | 657  | 929  | 1 007 | 1 106 | 1 143 | 1 216 | - |

### Sports et loisirs
Scientrier compte un club de foot amateur, le FCAS (Football Club Arenthon Scientrier) en partenariat avec la commune voisine Arenthon.

## Culture locale et patrimoine

### Lieux et monuments
- Le château du Vivier, maison forte à proximité de la vieille tour de Bellecombe (fin du XVIe siècle)[24].

### Héraldique
| Blason de Scientrier | Blason  | D'azur à la bande d'or chargé de trois pal de gueules, accompagné en chef d'un épi de blé et en pointe d'un héron mouvant d'ondes, le tout d'or. |
| Blason de Scientrier | Détails | Le statut officiel du blason reste à déterminer.                                                                                                 |